# Spartacus (Triumvirat)
Spartacus è il terzo album del gruppo musicale tedesco Triumvirat, pubblicato dalle etichette discografiche Harvest e Capitol nel 1975.
Ciascun brano è composto da uno o due membri del gruppo, che cura gli arrangiamenti.

## Tracce

### Lato A
1. The Capital of Power
2. The School of Instant Pain
3. The Walls of Doom
4. The Deadly Dream of Freedom
5. The Hazy Shades of Dawn

### Lato B
1. The Burning Sword of Capua
2. The Sweetest Sound of Liberty
3. The March to the Eternal City
4. Spartacus